# Юдін Андрій Вікторович
Ю́дін Андрі́й Ві́кторович (нар. 28 червня 1967, СРСР) — радянський та український футболіст, що виступав на позиції захисника. Майстер спорту СРСР (1989). Відомий перш за все завдяки виступам у складі дніпропетровського «Дніпра» та низки російських і українських клубів. У складі національної збірної України з футболу провів 1 поєдинок. Після завершення активної кар'єри гравця став футбольним тренером, прийнявши російське громадянство.

## Досягнення
Командні трофеї
- Володар Кубка СРСР (1): 1988/89
- Володар Кубка Федерації футболу СРСР (1): 1989
- Фіналіст Кубка Федерації футболу СРСР (1): 1990
- Срібний призер чемпіонату СРСР (1): 1989
- Срібний призер чемпіонату України (1): 1992/93
- Бронзовий призер чемпіонату України (3): 1992, 1994/95[1], 1995/96
- Бронзовий призер першості ФНЛ Росії (1): 1996
- Чемпіон зони «Південь» другого дивізіону Росії (1): 2000

Індивідуальні здобутки
- Майстер спорту СРСР (1989)
- У складі «33 найкращих футболістів СРСР» (1): 1990 (№ 3)